# Llevat de forner

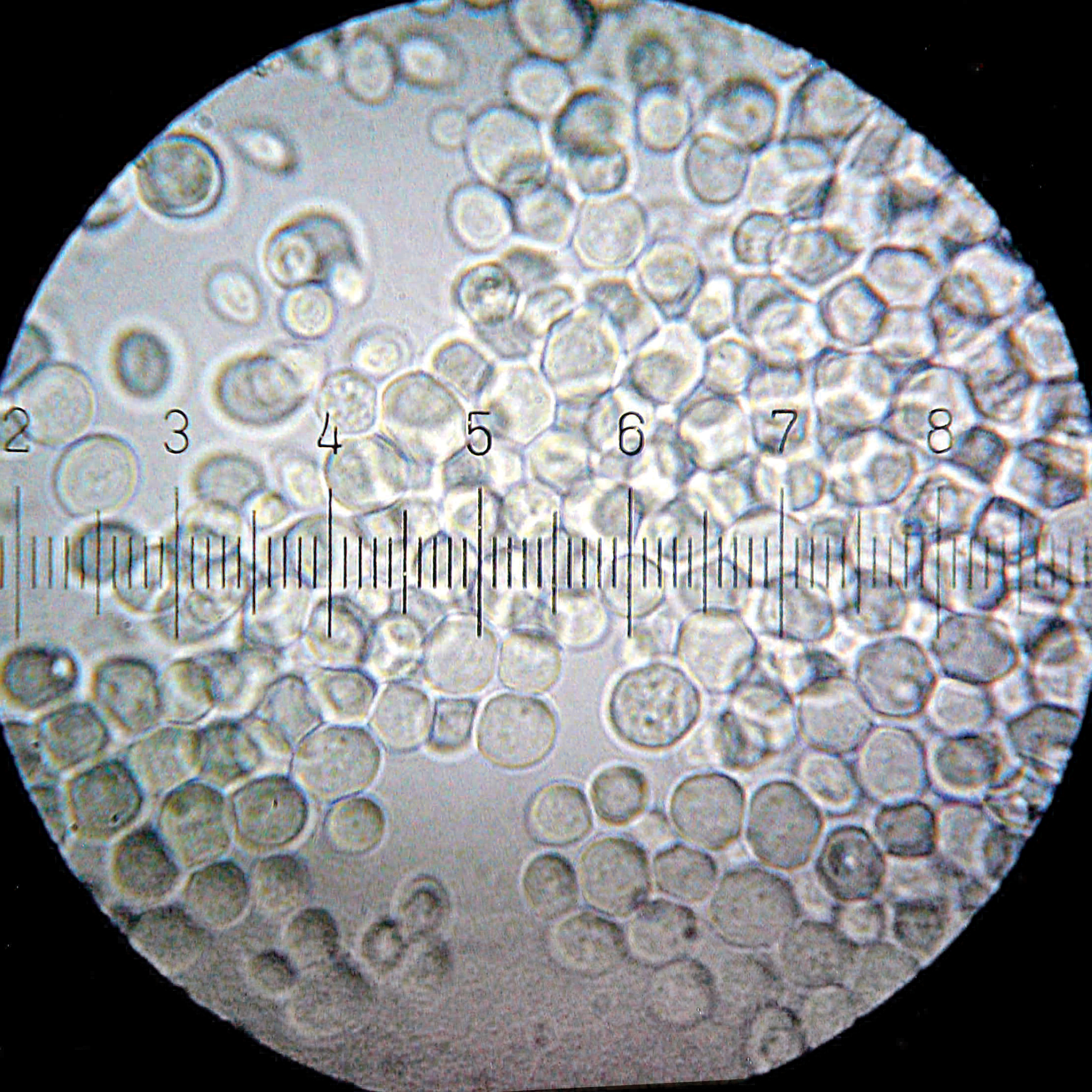
Saccharomyces cerevisiae, el llevat més comunament usat pels forners

Llevat de forner o llevat de París és el llevat que s'usa com a agent de fermentació per elaborar pa i altres productes flequers i pastissers. S'alimenta del sucre i altres hidrats de carboni presents a la massa i genera diòxid de carboni i etanol, que formen bombolles que li confereixen esponjositat. El llevat de forner més comú és l'espècie Saccharomyces cerevisiae, que, com que és la mateixa espècie comunament utilitzada en la fermentació alcohòlica també es coneix com llevat de cervesa.
Durant la fermentació del pa, el volum de la massa augmenta pel diòxid de carboni i l’evaporació de l’alcohol durant el fornejat. Els enzims del llevat trenquen el midó i desenvolupen el gluten, que reté l’aire, i contribueix a l’esponjositat, elasticitat i sabor del pa. A diferència d'altres impulsors, com el llevat químic o el bicarbonat, el llevat necessita més temps per l'acció dels microorganismes.
L'ús de patates bullides o al vapor, l'aigua de la bullida de les patates, o el sucre en una massa per a fer pa, proporciona suficient nutrició per al creixement dels llevats; tanmateix, massa sucre podria deshidratar-los. La sal (clorur sòdic) i el sucre inhibeixen el creixement dels llevats, però ho fa més la sal que el sucre. Els greixos com la mantega alenteixen el creixement dels llevats; però l'efecte del greix no és clar.Saccharomyces exiguus (també conegut com a S. minor) és un llevat silvestre que es troba a les plantes i de vegades el fan servir els forners; tanmateix, no es fa servir en la forma pura sinó com iniciador en la massa.

## Història

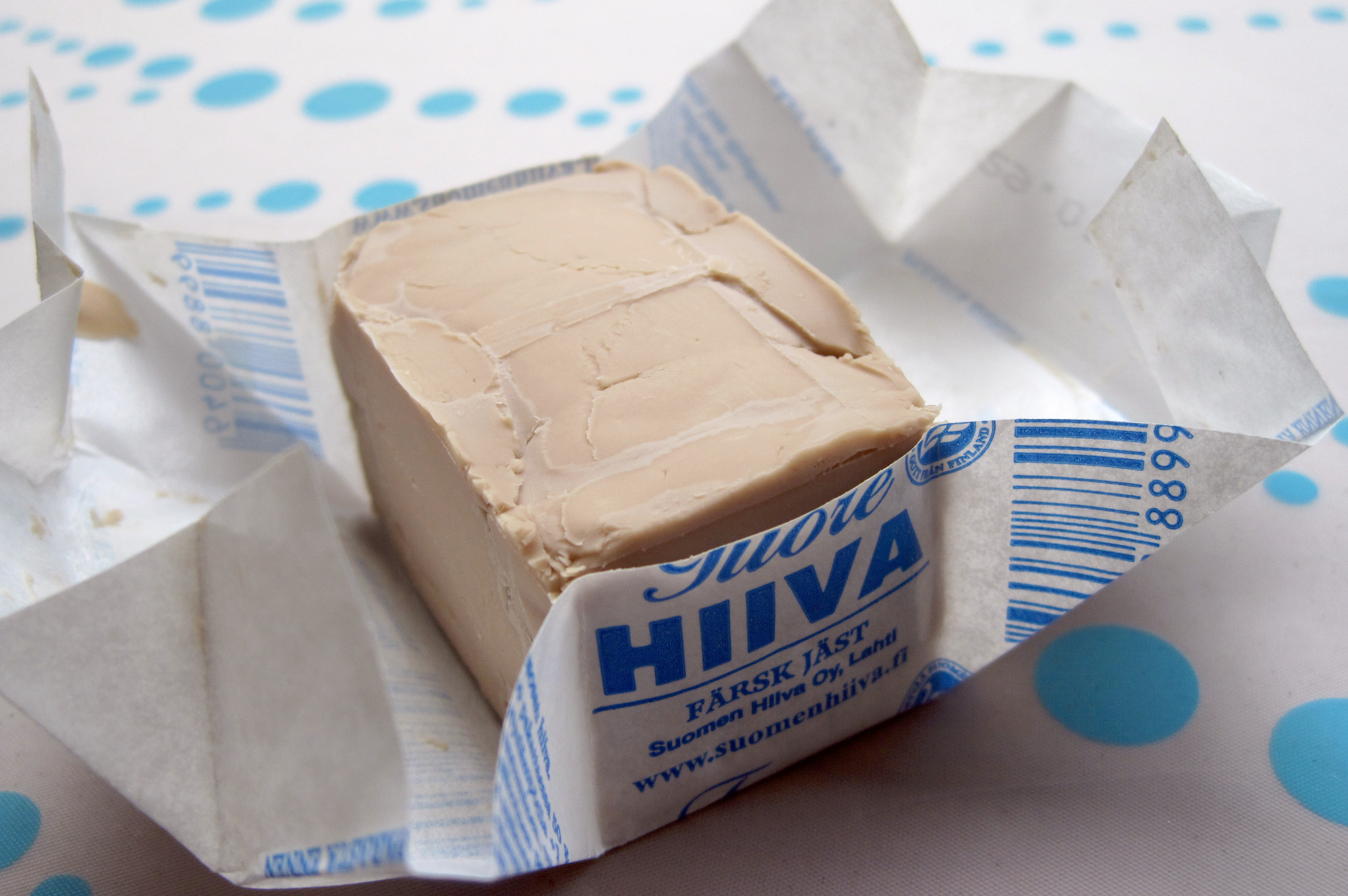
Un bloc de llevat fresc comprimit

El primer registre de l'ús de llevat de forner és a l'Antic Egipte. S'especula que es va deixar una mescla de farina i aigua en un lloc calent més temps de l'usual i que això va fer que els llevats naturals de la farina provoquessin la seva fermentació abans del fornejat. El pa resultant hauria estat més lleuger i gustós que el pa sense llevat.
Durant el segle xix els forners obtenien els seus llevats de la indústria cervesera i això donava lloc a pans de fermentació dolça com el tipus "Kaiser-Semmel", els quals no tenien l'acidesa creada típicament per l'ús de Lactobacillus. Tanmateix, aviat es va crear el procés per fer el pa de Viena (1846).), 
Els avenços en microbiologia protagonitzats per Louis Pasteur van portar a nous mètodes de cultiu de soques pures de llevats. Això va fer possible industrialitzar la producció dels llevats de forner a partir de 1879.
Durant la Segona Guerra Mundial la companyia Fleischmann's desenvolupa per a l'exèrcit estatunidenc un llevat actiu sec i granular que no requeria refrigeració i de llarga durada.

## Tipus de llevat de forner

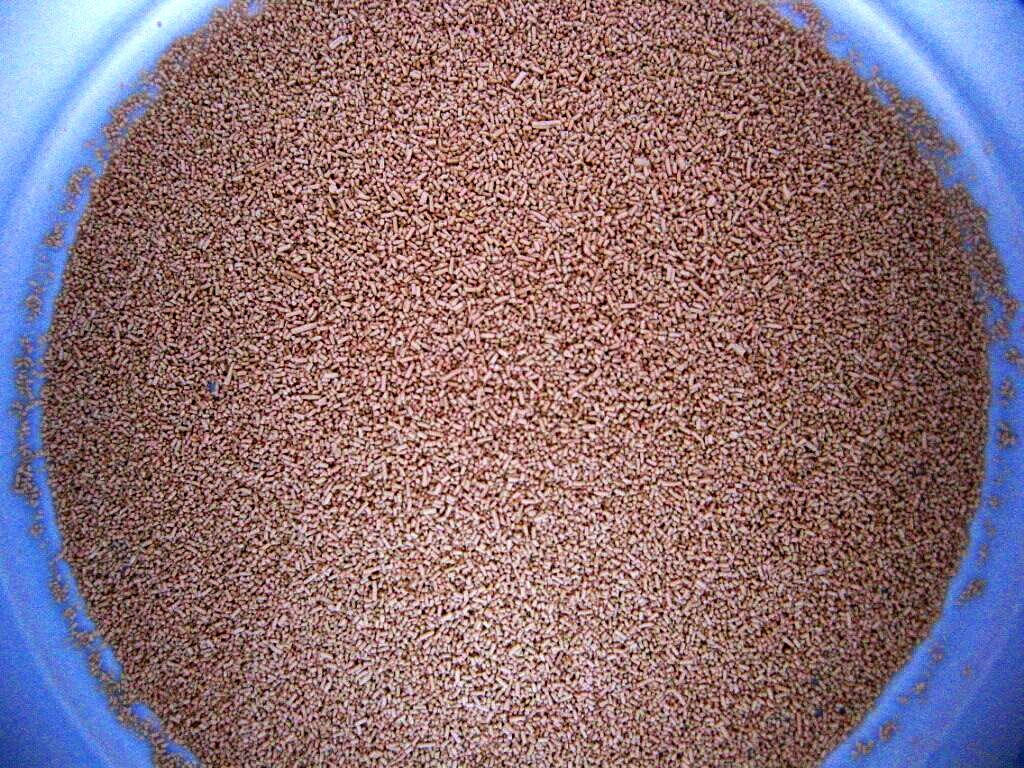
Llevat actiu i sec en forma granulada

El llevat de forner està disponible en diverses formes, la principal diferència és en el contingut d'humitat. Les formes seques són adequades per a un llarg emmagatzemament, poden ser viables diversos mesos a la temperatura d'una habitació. Quan el llevat sec es compra en una botiga d'alimentació es troba generalment inactiu. Per activar-lo es combina un líquid calent, que l'hidrati, amb un aliment que contingui sucre (com suc de fruita, mel, o sucre de taula).
- Llevat cremós és una suspensió de les cèl·lules del llevat en un líquid. Es fa servir exclusivament en el fornejat industrial.[17]
- Llevat comprimit és un sòlid tou de color beige.[18] Dura molt poc.

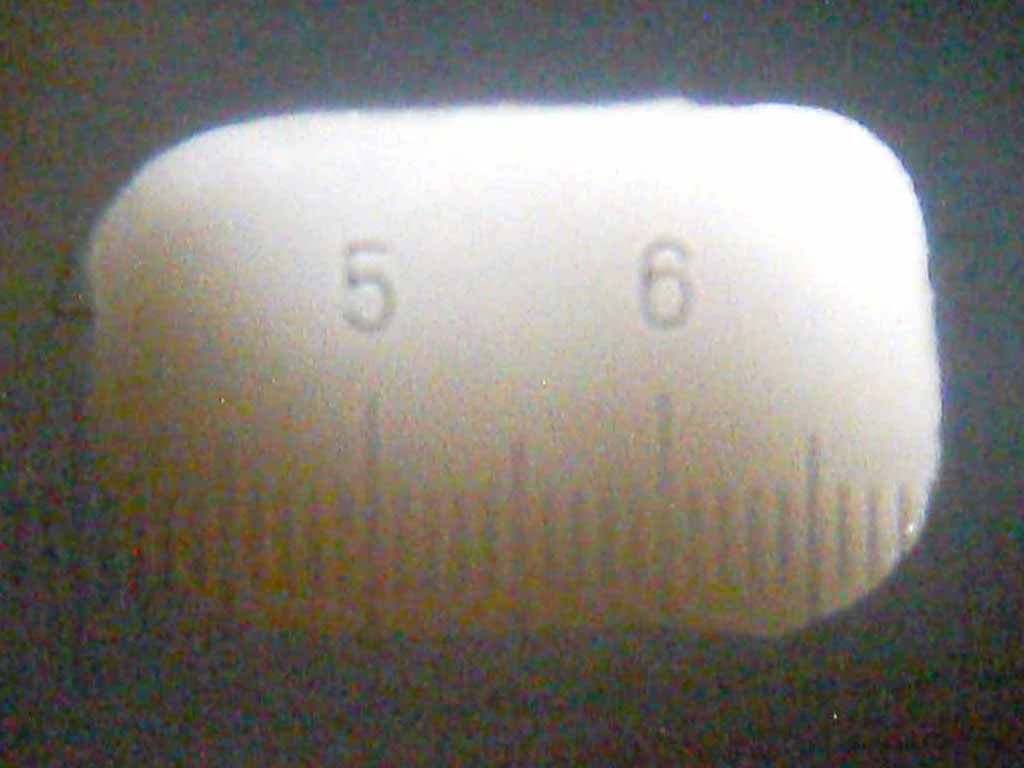
Un gra de llevat sec

- Llevat instantani.[17] Normalment porta una petita quantitat d'àcid ascòrbic com a conservant.[19]
- Llevat de pujada ràpida és una varietat del llevat sec.[20] Sovint es fa servir en les màquines de fer pa.

## Ús en la recerca científica
Per la seva fàcil disponibilitat i facilitat de cultiu, el llevat de forner s'ha utilitzat molt en la recerca en química, biologia i genètica. El 1996 S. cerevisiae va ser el primer eucariota a tenir el seu genoma completament seqüenciat. Per exemple molt del coneixement sobre el cicle de la divisió cel·lular prové d'experiments fets amb aquest llevat.